# Невесер Кадын-эфенди
Невесе́р Кады́н-эфе́нди (тур. Neveser Kadın Efendi; 1841, Абхазия — 1889, Стамбул) — пятая жена (с титулом кадын-эфенди) или главная икбал (с титулом ханым-эфенди) османского султана Абдул-Меджида I.

## Биография
Турецкий мемуарист Харун Ачба в своей книге «Жёны султанов: 1839—1924» пишет, что Невесер родилась в 1841 году на территории Абхазского княжества в семье абхазского князя Мысоста Эшбы и его жены Тулу-ханым, которая, в свою очередь, была дочерью Таркана Свамбы; при рождении Невесер носила имя Эсма. Невесер стала одной из трёх девушек, подаренных во дворец семьёй Эшба после переезда в Стамбул в 1853 году. Племянница Невесер, Шемсинур-ханым, позднее стала управляющей покоями Эмине Назикеды Башкадын-эфенди — главной жены Мехмеда VI Вахиддедина.
Согласно слухам, Невесер была красивой женщиной среднего роста с длинными вьющимися каштановыми волосами, каре-зелёными глазами и тонкой талией. Пройдя пятилетнее обучение во дворце, Невесер в 1858 году стала женой султана Абдул-Меджида I. По данным турецкого историка Недждета Сакаоглу, изначально она носила титул главной икбал султана, а затем получила титул пятой кадын-эфенди. Османский историк Мехмед Сюрея-бей в своей книге Sicill-i Osmani называет её пятой кадын-эфенди, в то время как Харун Ачба — главной икбал султана с титулом башханым-эфенди. Невесер хорошо играла на пианино и любила конные прогулки. Для отдыха после долгих конных прогулок специально для Невесер султан Абдул-Меджид I построил деревянных особняк на холме за дворцом Долмабахче. Некоторое время спустя Невесер окончательно переехала в этот особняк, чтобы вести спокойную и тихую жизнь вдали от дворцовых интриг.
У Невесер не было своих детей, однако она занималась воспитанием шехзаде Мехмеда Бурханеддина-эфенди (23 мая 1849 — 3 октября/ноября 1876), мать которого, Нюкхетсеза Ханым-эфенди, скончалась в 1850 году. Невесер пережила приёмного сына на 13 лет и умерла, по данным Сакаоглу, в возрасте около 60 лет в правление Абдул-Хамида II, считавшего Невесер одной из своих любимых мачех. Для неё по приказу Абдул-Хамида на территории дворца Йылдыз был построен особняк, где Невесер провела остаток своих дней. Сакаоглу, ссылаясь на работу Йылмаза Озтуна «Государства и династии», и Харун Ачба указывают датой её смерти 12 сентября 1889 года. В то же время Энтони Алдерсон в своей работе «Структура Османской династии» указывает датой смерти Невесер 12 апреля 1889 года, а Мехмед Сюрея-бей 11 апреля 1889 года. Именем Невесер после её смерти по приказу султана был назван паром.